# Sylwia Bielawska
Sylwia Alina Bielawska z domu Strzop (ur. 27 kwietnia 1975 w Głuszycy) – polska urzędniczka samorządowa i bibliolog, doktor nauk humanistycznych, zastępczyni prezydenta Wałbrzycha (2018–2023), posłanka na Sejm X kadencji (od 2023).

## Życiorys
Absolwentka Liceum Medycznego w Wałbrzychu. Kształciła się następnie w kolegium nauczycielskim. Ukończyła filologię polską w Wyższej Szkole Pedagogicznej w Zielonej Górze. Odbyła też studia podyplomowe z zakresu edytorstwa i polityki wydawniczej na Uniwersytecie im. Adama Mickiewicza w Poznaniu. W 2010 na Uniwersytecie Wrocławskim uzyskała stopień doktora nauk humanistycznych (ze specjalnością w zakresie bibliologii) na podstawie pracy pt. Kultura książki Wałbrzycha 1945–1989.
Pracowała jako bibliotekarka w Bibliotece Pod Atlantami, a od 2001 w Wydawnictwie Uczelnianym Państwowej Wyższej Szkoły Zawodowej im. Angelusa Silesiusa w Wałbrzychu, w którym zajmowała się koordynacją prac dotyczących działalności naukowej i edytorskiej. Po reorganizacji uczelni w 2008 objęła stanowisko dyrektorki Biblioteki i Wydawnictwa Uczelnianego wałbrzyskiej PWSZ. Została też redaktorką kwartalnika naukowego „Silesius Info” oraz „Nowej Kroniki Wałbrzyskiej”. Autorka kilkudziesięciu publikacji naukowych dotyczących m.in. czytelnictwa, zarządzania bibliotekami oraz historii książki. W grudniu 2018 powołana na zastępczynię prezydenta Wałbrzycha Romana Szełemeja.
W wyborach parlamentarnych w 2023 kandydowała do Sejmu z listy Koalicji Obywatelskiej w okręgu wałbrzyskim. Uzyskała mandat poselski, otrzymując 17 577 głosów. Zasiadła w Komisji Edukacji i Nauki, Komisji Polityki Społecznej i Rodziny, Komisji Sprawiedliwości i Praw Człowieka oraz Komisji Finansów Publicznych. W 2024 z ramienia KO bez powodzenia startowała w wyborach do Parlamentu Europejskiego z okręgu nr 12 (otrzymała 30 995 głosów).

## Wyniki w wyborach ogólnopolskich
| Wybory | Komitet wyborczy                | Komitet wyborczy     | Organ           | Okręg          | Wynik          |
| ------ | ------------------------------- | -------------------- | --------------- | -------------- | -------------- |
| 2023   |                                 | Koalicja Obywatelska | Sejm X kadencji | nr 2           | 17 577 (5,44%) |
| 2024   | Parlament Europejski X kadencji | Koalicja Obywatelska | nr 12           | 30 995 (2,71%) |                |

## Odznaczenia
W 2013 została odznaczona Brązowym Krzyżem Zasługi.